# شاوي (حسيني)
شاوي (بالفارسية: شاوی) هي منطقة سكنية تقع في إيران في قسم حسيني الريفي. يقدر عدد سكانها بـ 211 نسمة بحسب إحصاء 2016.